# Raymond Dumais
Raymond Dumais (Amqui, 4 giugno 1950 – Rimouski, 19 ottobre 2012) è stato un vescovo cattolico canadese.

## Biografia
Monsignor Raymond Dumais nacque ad Amqui il 4 giugno 1950 ed era figlio di Gérard Dumais, operaio a giornata, e Jeanne Lacombe.

### Formazione e ministero sacerdotale
Frequentò le scuole superiori al collegio "Saint-Benoît-Labre" di Amqui dal 1963 al 1968 e l'università presso il Cégep de Rimouski dal 1968 al 1970. Compì gli studi teologici per il sacerdozio presso il Centro di studi universitari di Rimouski dal 1970 al 1973 e all'Università di Laval dal 1975 al 1976 dove conseguì un master in teologia. Prima della sua ordinazione fu animatore pastorale a Matane dal 1973 al 1975.
Il 26 giugno 1976 fu ordinato presbitero ad Amqui dal suo concittadino e vescovo di Moundou Joseph Marie Régis Belzile. In seguito fu curato della chiesa del Santissimo Redentore a Matane con residenza a Saint-Jérôme dal 1976 al 1980. Proseguì quindi gli studi presso l'Institut catholique di Parigi dal 1980 al 1983 per ottenere la laurea in studi biblici. Rientrato in patria fu curato della chiesa di San Roberto Bellarmino a Rimouski dal 1983 al 1984. Fu quindi responsabile del servizio diocesano per l'educazione alla fede adulta dal 1984 al 1990. Come tale fu membro fondatore del consiglio per l'educazione e l'appartenenza alla fede per adulti della Conferenza dei vescovi del Québec dal 1988 al 1990. Fu anche rappresentante diocesano della Società biblica cattolica dal 1984 al 1990 e docente all'Università del Québec a Rimouski dal 1984 al 1993. Dal 1990 al 1993 studiò al Collegio universitario dominicano di Ottawa dove conseguì il dottorato in teologia con specializzazione in scienze bibliche. Dal 1992 al 1993 studiò presso la École biblique et archéologique française di Gerusalemme. Dal 1993 al 1994 fu borsista post dottorato all'Università del Québec a Rimouski.

### Ministero episcopale
Il 27 dicembre 1993 papa Giovanni Paolo II lo nominò vescovo di Gaspé. Ricevette l'ordinazione episcopale il 20 maggio successivo nella cattedrale di Cristo Re a Gaspé dall'arcivescovo metropolita di Rimouski Bertrand Blanchet, co-consacranti il vescovo di Baie-Comeau Joseph Paul Pierre Morissette e l'arcivescovo emerito di Rimouski Joseph Gilles Napoléon Ouellet. Al suo arrivo diede il suo sostegno allo sviluppo della comunità e ai movimenti sociali dedicati principalmente alla lotta all'emigrazione dei giovani e all'impoverimento dell'economia regionale afflitta dalla diminuzione della pesca e dall'industria forestale. Egli intervenne, ad esempio, nelle udienze tenute da Dignité rurale a favore del mantenimento dei servizi di Via Rail a Gaspé. A livello pastorale, favorì la formazione di gruppi presbiterali o misti per l'educazione alla fede.
Il 21 luglio 2001 lo stesso papa Giovanni Paolo II accettò la sua rinuncia al governo pastorale della diocesi dopo che monsignor Dumais ebbe dichiarato pubblicamente di vivere con una donna. In seguitò si sposò civilmente e adottò i due figli di sua moglie. Dopo la rinuncia lavorò come biblista per la SOCABI e come presentatore e regista dello spettacolo "Parole au présent" su Radio Ville-Marie. Fu infine responsabile dell'Istituto di ricerca pastorale dell'arcidiocesi di Rimouski dal 2002 fino alla sua morte.
Morì al Rimouski Regional Hospital Center il 19 ottobre 2012 all'età di 62 anni. Le esequie si tennero il 26 ottobre alle ore 10.30 nella cattedrale di San Germano a Rimouski e furono presiedute dall'arcivescovo di Rimouski Pierre-André Fournier. Concelebrarono il vescovo di Gaspé Jean Gagnon e l'arcivescovo emerito di Rimouski Bertrand Blanchet. Parteciparono numerosi fedeli delle diocesi di Gaspé e Rimouski, 53 sacerdoti delle diocesi di Québec, di Gaspé, di Rimouski e di Saint-Jérôme e sei diaconi permanenti. Al termine del rito fu sepolto nel mausoleo di Saint-Germain nei giardini commemorativi di Rimouski.

## Genealogia episcopale
La genealogia episcopale è:
- Cardinale Scipione Rebiba
- Cardinale Giulio Antonio Santori
- Cardinale Girolamo Bernerio, O.P.
- Arcivescovo Galeazzo Sanvitale
- Cardinale Ludovico Ludovisi
- Cardinale Luigi Caetani
- Cardinale Ulderico Carpegna
- Cardinale Paluzzo Paluzzi Altieri degli Albertoni
- Papa Benedetto XIII
- Papa Benedetto XIV
- Cardinale Enrico Enriquez
- Arcivescovo Manuel Quintano Bonifaz
- Cardinale Buenaventura Córdoba Espinosa de la Cerda
- Cardinale Giuseppe Maria Doria Pamphilj
- Papa Pio VIII
- Papa Pio IX
- Arcivescovo Armand-François-Marie de Charbonnel, O.F.M.Cap.
- Arcivescovo John Joseph Lynch, C.M.
- Cardinale Elzéar-Alexandre Taschereau
- Cardinale Louis Nazaire Bégin
- Arcivescovo Paul Bruchési
- Arcivescovo Joseph-Guillaume-Laurent Forbes
- Cardinale Jean-Marie-Rodrigue Villeneuve, O.M.I.
- Cardinale Maurice Roy
- Arcivescovo Bertrand Blanchet
- Vescovo Raymond Dumais